# Цзіньмень
Цзіньмень (кит.: 金門群島 (Jīnmén qúndǎo), «острови Золоті ворота»), також Кінмень (англ. Kinmen,  заст. англ. Quemoy) — острови в західній частині Тайваньської протоки, перебувають під управлінням Тайваня. Географічно розташовані поблизу (на відстані гарматного пострілу) від берегів провінції Фуцзянь Китайської Народної Республіки, на схід від міста Сямень (Амой) і на південь від міста Цюаньчжоу провінції Фуцзянь, КНР. Площа — 153,1 км², населення 97 364 осіб у 2010 році.

## Географія
Складаються з острова Цзіньмень (金門島, де проживає більшість населення), набагато меншого, але теж населеного острова Малий Цзіньмень (кит. трад. 小金門島) і дрібних острівців, які не мають постійного цивільного населення (烏坵嶼, 大坵, 小坵, 東碇, 大擔 та 二擔).

### Клімат
Острів Цзіньмень знаходиться у зоні, котра характеризується вологим субтропічним кліматом. Найтепліший місяць — серпень із середньою температурою 28.3 °C (83 °F). Найхолодніший місяць — лютий, із середньою температурою 12.2 °С (54 °F).
| Клімат о. Цзіньмень     | Клімат о. Цзіньмень | Клімат о. Цзіньмень | Клімат о. Цзіньмень | Клімат о. Цзіньмень | Клімат о. Цзіньмень | Клімат о. Цзіньмень | Клімат о. Цзіньмень | Клімат о. Цзіньмень | Клімат о. Цзіньмень | Клімат о. Цзіньмень | Клімат о. Цзіньмень | Клімат о. Цзіньмень | Клімат о. Цзіньмень |
| Показник                | Січ.                | Лют.                | Бер.                | Квіт.               | Трав.               | Черв.               | Лип.                | Серп.               | Вер.                | Жовт.               | Лист.               | Груд.               | Рік                 |
| Абсолютний максимум, °C | 23                  | 25                  | 27                  | 29                  | 31                  | 34                  | 36                  | 38                  | 35                  | 31                  | 31                  | 27                  | 38                  |
| Середній максимум, °C   | 15                  | 15                  | 17                  | 21                  | 25                  | 28                  | 30                  | 31                  | 30                  | 26                  | 22                  | 18                  | 23                  |
| Середня температура, °C | 12                  | 12                  | 14                  | 18                  | 22                  | 25                  | 27                  | 28                  | 27                  | 23                  | 19                  | 15                  | 20                  |
| Середній мінімум, °C    | 10                  | 10                  | 12                  | 15                  | 20                  | 23                  | 25                  | 25                  | 24                  | 20                  | 16                  | 12                  | 18                  |
| Абсолютний мінімум, °C  | 3                   | 3                   | 3                   | 8                   | 14                  | 17                  | 20                  | 21                  | 20                  | 13                  | 8                   | 6                   | 3                   |
| Норма опадів, мм        | 10                  | 60                  | 40                  | 60                  | 100                 | 100                 | 100                 | 70                  | 90                  | 0                   | 10                  | 0                   | 700                 |
| Днів з дощем            | 1                   | 4                   | 3                   | 5                   | 6                   | 6                   | 3                   | 3                   | 3                   | 0                   | 1                   | 1                   | 41                  |
| Вологість повітря, %    | 77                  | 81                  | 83                  | 84                  | 87                  | 89                  | 86                  | 84                  | 81                  | 73                  | 73                  | 75                  | 81                  |
| ----------------------- | ------------------- | ------------------- | ------------------- | ------------------- | ------------------- | ------------------- | ------------------- | ------------------- | ------------------- | ------------------- | ------------------- | ------------------- | ------------------- |
| Джерело: Weatherbase    |                     |                     |                     |                     |                     |                     |                     |                     |                     |                     |                     |                     |                     |

## Адміністрація
Адміністративно острова утворюють повіт Цзіньмень (кит.: 金門縣) провінції Фуцзянь Китайської Республіки. Оскільки велика (материкова) частина провінції з 1949 контролюється комуністами КНР, фактична територія провінції Фуцзянь Республіки Китай обмежується островами Цзіньмень, а також кількома острівцями у інших частинах акваторії. Уряд провінції знаходиться у повітовому центрі і найбільшому населеному пункті, селищі Цзіньчен.
Влада КНР теоретично розглядає повіт як один з повітів міського округу Цюаньчжоу провінції Фуцзянь, КНР.

## Транспорт
Аеропорт Цзіньмень.
Пороми з порту Шуйтоу, на південному заході острова.
Місцеве поромне сполучення.